# Predin
Predin  je priimek več znanih Slovencev:
- Andrej Predin (*1961), strojnik, elektroenergetik, univ. profesor
- Andrej Predin (*1976), mladinski pisatelj, publicist, glasbeni kritik in fotograf
- Barbara Lapajne Predin (*1964), igralka
- Rok Predin (*1980), oblikovalec, slikar, likovni umetnik, glasbenik
- Štefan Predin (1935—2003), farmacevt, publicist, zgodovinar farmacije
- Zoran Predin (*1958), kantavtor, rock glasbenik in pevec